# Scottish Division One 1927-1928
La Scottish Division One 1927-1928 è stata la 38ª edizione della massima serie del campionato scozzese di calcio, disputato tra il 13 agosto 1927 e il 28 aprile 1928 e concluso con la vittoria dei Rangers, al loro sedicesimo titolo, il secondo consecutivo.
Capocannoniere del torneo è stato Jimmy McGrory (Celtic) con 47 reti.

## Classifica finale
Fonte:
|  | Pos. | Squadra             | Pt | G  | V  | N  | P  | GF  | GS  | QR    |
|  | ---- | ------------------- | -- | -- | -- | -- | -- | --- | --- | ----- |
|  | 1.   | Rangers             | 60 | 38 | 26 | 8  | 4  | 109 | 36  | 3,028 |
|  | 2.   | Celtic              | 55 | 38 | 23 | 9  | 6  | 93  | 39  | 2,385 |
|  | 3.   | Motherwell          | 55 | 38 | 23 | 9  | 6  | 92  | 46  | 2,000 |
|  | 4.   | Hearts              | 47 | 38 | 20 | 7  | 11 | 89  | 50  | 1,780 |
|  | 5.   | St. Mirren          | 44 | 38 | 18 | 8  | 12 | 77  | 76  | 1,013 |
|  | 6.   | Partick Thistle     | 43 | 38 | 18 | 7  | 13 | 85  | 67  | 1,269 |
|  | 7.   | Aberdeen            | 43 | 38 | 19 | 5  | 14 | 71  | 61  | 1,164 |
|  | 8.   | Kilmarnock          | 40 | 38 | 15 | 10 | 13 | 68  | 78  | 0,872 |
|  | 9.   | Cowdenbeath         | 39 | 38 | 16 | 7  | 15 | 66  | 68  | 0,971 |
|  | 10.  | Falkirk             | 37 | 38 | 16 | 5  | 17 | 76  | 69  | 1,101 |
|  | 11.  | St. Johnstone       | 36 | 38 | 14 | 8  | 16 | 66  | 67  | 0,985 |
|  | 12.  | Hibernian           | 35 | 38 | 13 | 9  | 16 | 73  | 75  | 0,973 |
|  | 13.  | Airdrieonians       | 35 | 38 | 12 | 11 | 15 | 59  | 69  | 0,855 |
|  | 14.  | Dundee              | 35 | 38 | 14 | 7  | 17 | 65  | 80  | 0,813 |
|  | 15.  | Clyde               | 31 | 38 | 10 | 11 | 17 | 46  | 72  | 0,639 |
|  | 16.  | Queen's Park        | 30 | 38 | 12 | 6  | 20 | 69  | 80  | 0,863 |
|  | 17.  | Raith Rovers        | 29 | 38 | 11 | 7  | 20 | 60  | 89  | 0,674 |
|  | 18.  | Hamilton Academical | 28 | 38 | 11 | 6  | 21 | 67  | 86  | 0,779 |
|  | 19.  | Bo'ness Utd         | 26 | 38 | 9  | 8  | 21 | 48  | 86  | 0,558 |
|  | 20.  | Dunfermline         | 12 | 38 | 4  | 4  | 30 | 41  | 126 | 0,325 |

Legenda:
      Campione di Scozia.
      Retrocesso in Division Two 1928-1929.
Regolamento:
Due punti a vittoria, uno a pareggio, zero a sconfitta.
A parità di punti, le posizioni in classifica venivano determinate sulla base del quoziente reti.